# Polysternon
Polysternon is een geslacht van uitgestorven schildpadden binnen de familie Bothremydidae. Het werd beschreven door Portis in 1882 en bevat de (type)soort Polysternon provinciale (oorspronkelijk geplaatst in het geslacht Pleurosternon), dat leefde tijdens het Krijt van wat nu Frankrijk is; Polysternon atlanticum, dat leefde tijdens het Krijt bij Laño in wat nu Spanje is en de nieuwe soort Polysternon isonae uit het Laat-Maastrichtien van Spanje.
In 1869 benoemde Philippe Matheron een Pleurosternon provinciale. De soortaanduiding verwijst naar de herkomst uit de Provence. De soort was gebaseerd op een reeks syntypen uit zijn collectie. In 1882 benoemde Alessandro Portis een apart geslacht Polysternon, het 'meervoudige borstbeen'. Een jonger synoniem is Elochelys major Nopcsa, 1931.
In 1996 werd Polysternon atlanticum benoemd door Lapparent de Broin en Murelaga. Het holotype is MCNAV 6316.
In 2012 werd Polysternon isonae benoemd. De soortaanduiding isonae verwijst naar de gemeente Isona i Conca Dellà in Catalonië, waar het type-exemplaar MCD-5094 werd ontdekt in de Tremp-formatie.

## Verspreiding
Fossielen van Polysternon zijn gevonden in: 
- Rognacian-formatie - Frankrijk
- Vitoria, Sierra Perenchiza en Tremp-formaties - Spanje